# 1980 na música

A-side label of the US release of "You Might Need Somebody" by Turley Richards

## Eventos
- A banda inglesa Duran Duran consolida sua formação com a entrada de Roger Taylor, como baterista e Simon Le Bon como vocalista.
- Fundação oficial da Orquestra Sinfônica do Teatro Nacional Claudio Santoro.
- A banda inglesa de pós-punk Joy Division lança seu segundo e último álbum de estúdio Closer.
- A banda portuguesa de rock UHF lança o single Cavalos de Corrida, canção que marcou o início do chamado «Boom do Rock Português».[1]

## Bandas formadas
- - Aztec Camera
- - Anti-Nowhere League
- - Bad Religion
- - Böhse Onkelz
- - Bow Wow Wow
- - Depeche Mode
- - The Church
- - Einstürzende Neubauten
- - The Fixx
- - Flux of Pink Indians
- - Guns n' Roses
- - Haircut 100
- - Heaven 17
- - Level 42
- - Meat Puppets
- - Mercyful Fate
- - Minor Threat
- - Missing Persons
- - Mission of Burma
- - New Model Army
- - Olho Seco
- - Quarterflash
- - R.E.M.
- - Reagan Youth
- - Roupa Nova
- - The Sisters of Mercy
- - The Smithereens
- - Soft Cell
- - Tom Tom Club
- - The Vandals
- - Warumpi Band
- - The Zorros

## Bandas desfeitas
- Seals & Crofts
- Bachman-Turner Overdrive separa-se (junta-se periodicamente ao longo dos anos)
- The Eagles separa-se (junta-se em 1994)
- The Germs
- George Clinton dissolve Parliament-Funkadelic
- Horslips
- Gentle Giant
- The Buggles
- Joy Division
- Led Zeppelin

## Álbuns lançados
- A — Jethro Tull
- Absolutely — Madness
- Acnalbasac Noom — Slapp Happy
- After Dark — Andy Gibb
- Autoamerican — Blondie
- Avoid Freud — Rough Trade
- Back in Black — AC/DC
- Back On The Streets — Donnie Iris
- The Birthday Party — The Birthday Party
- Blizzard of Ozz — Ozzy Osbourne (estreia solo)
- Boy — U2 (estreia)
- British Steel — Judas Priest
- Burning Blue Soul — Matt Johnson
- Camellia III and Camellia IV — Ebiet G. Ade
- Chicago XIV — Chicago
- Christopher Cross — Christopher Cross
- Closer — Joy Division
- Come Upstairs — Carly Simon
- Common One — Van Morrison
- Crazy Rhythms — The Feelies
- Crimes of Passion — Pat Benatar
- Departure — Journey
- Diana — Diana Ross
- Dirty Mind — Prince
- Dome 1 — Dome
- Don't Fight It — Red Rider
- Double Fantasy — John Lennon & Yoko Ono
- Dream After Dream — Journey
- Duke — Genesis
- East — Cold Chisel
- Empty Glass — Pete Townshend
- End of the Century — The Ramones
- Flush the Fashion — Alice Cooper
- Freedom of Choice — Devo
- Fresh Fruit for Rotting Vegetables — Dead Kennedys
- The Game — Queen
- Gaucho — Steely Dan
- Gentlemen Take Polaroids — Japan
- Grace and Danger — John Martyn
- Greatest Hits — Kenny Rogers
- Grotesque (After the Gramme) — The Fall
- Group Sex — The Circle Jerks (estreia)
- Growing Up in Public — Lou Reed
- Get Happy!! — Elvis Costello
- Glass Houses — Billy Joel
- Guilty — Barbra Streisand
- Habibi Ana — Samir Al-Ajani
- Hanx — Stiff Little Fingers
- Head Games — Foreigner
- Head On — Samson
- Heathen Earth — Throbbing Gristle
- Heaven and Hell — Black Sabbath
- Hold Out — Jackson Browne
- Humans — Bruce Cockburn
- Hotter than July — Stevie Wonder
- Ikite Itemo Iidesuka — Miyuki Nakajima
- Iron Maiden — Iron Maiden (estreia)
- Immer nur träumen — Die Flippers
- Inside Job — Dion DiMucci
- The Inside Story — Robben Ford
- I Just Can't Stop It — The English Beat
- I'm a Rebel — Accept
- It's Whats Inside That Counts — Critical Mass
- Jazziz- John Serry
- Joe's Garage Acts II and III — Frank Zappa
- Just One Night — Eric Clapton
- Kano- Kano (band) (estreia)
- Kurtis Blow — Kurtis Blow
- Kings of the Wild Frontier — Adam and the Ants
- Keeping Our Love Warm — Captain & Tennille
- Lightning to the Nations — Diamond Head
- Eagles Live — The Eagles
- Live In Vienna — Cluster & Farnbauer
- London Calling — The Clash
- Loud N" Clear — Sammy Hagar
- Love in Exile — Eddy Grant
- Love Lives Forever — Minnie Riperton
- Making Movies — Dire Straits
- McCartney II — Paul McCartney
- Metal-rendez-vous — Krokus
- Mekons — The Mekons
- Merzbild Schwet — Nurse With Wound
- Metamatic — John Foxx
- More Specials — The Specials
- Neutronica — Donovan
- Never Alone — Amy Grant
- Never for Ever — Kate Bush
- On Through the Night — Def Leppard
- Operation Radication — Yellowman
- Orchestral Manoeuvres in the Dark — Orchestral Manoeuvres in the Dark
- Organisation — Orchestral Manoeuvres in the Dark
- Panorama — The Cars
- Paris — Supertramp
- Paul Davis — Paul Davis
- Permanent Waves — Rush
- Peter Gabriel — Peter Gabriel
- Pretenders — The Pretenders
- The Psychedelic Furs — The Psychedelic Furs
- Rastakraut Pasta — Moebius & Plank
- Ready an' Willin' — Whitesnake
- Remain in Light — Talking Heads
- The River — Bruce Springsteen
- Romance Dance — Kim Carnes
- The Romantics — The Romantics
- Roses in the Snow — Emmylou Harris
- Sandinista! — The Clash
- Wheels of Steel — Saxon
- Scary Monsters (and Super Creeps)- David Bowie
- Scream Dream — Ted Nugent
- Searching for the Young Soul Rebels — Dexy's Midnight Runners
- Selbstportrait — Vol. II — Hans-Joachim Roedelius
- Selbstportrait Vol. III "Reise durch Arcadien" — Hans-Joachim Roedelius
- Seventeen Seconds — The Cure
- Shadows and Light — Joni Mitchell
- Snap Crackle and Bop — John Cooper Clarke
- Something Better Change — D.O.A.
- Sound Affects — The Jam
- Stations of the Crass — Crass
- Strong Arm of the Law — Saxon
- Super Trouper — ABBA
- Sweat Band — Sweat Band
- That's What You Get Babe — Kevin Ayers
- The Game — Queen
- The Turn of a Friendly Card — The Alan Parsons Project
- To the Quiet Men from a Tiny Girl — Nurse With Wound
- Totale's Turns (It's Now or Never) — The Fall
- Trilogy: Past Present Future — Frank Sinatra
- Ultra Wave — Bootsy Collins
- Urban Cowboy trilha sonora — vários artistas
- Unmasked — Kiss
- Voices — Daryl Hall & John Oates
- Warm Leatherette — Grace Jones
- Willie Nile — Willie Nile (estreia)
- Women and Children First — Van Halen
- Xanadu — Olivia Newton-John & Electric Light Orchestra
- Zapp — Zapp
- Zenyatta Mondatta — The Police

## Música clássica
- George Crumb — A Little Suite for Christmas, A.D. 1979 for piano
- Mario Davidovsky — Consorts for symphonic band
- Mario Davidovsky — String Quartet No. 4
- Trygve Madsen — Sonata for Tuba and Piano
- Krzysztof Penderecki — Symphony No. 2 — "Christmas"

## Ópera
- Philip Glass — Satyagraha
- Kirke Mechem — Tartuffe
- William Mathias — The Servants (libretto by Iris Murdoch)
- David Warrack — Drummer

## Filmes musicais
- Can't Stop the Music
- Disco Godfather
- Fame
- Popeye
- Xanadu

## Nascimentos
- 25 de Janeiro — Alicia Keys, americana.
- 28 de Janeiro — Nick Carter,  cantor americano.
- 15 de Fevereiro — Conor Oberst, Bright Eyes
- 18 de Fevereiro — Regina Spektor
- 21 de Fevereiro — Tiziano Ferro, cantor italiano.
- 27 de Fevereiro
  - Cyrus Bolooki, New Found Glory
  - Don Diablo, DJ, produtor musical, cantor e compositor neerlandês
- 28 de Fevereiro — Bada, cantora sul-coreana, ex S.E.S.
- 12 de Março — Juliana Silveira, atriz e cantora brasileira.
- 21 de Março — Deryck Whibley, Sum 41
- 31 de Março — Maaya Sakamoto, cantora e seiyū japonesa.
- 4 de Abril — Cabal, rapper brasileiro
- 17 de Abril — Céu (cantora), cantora brasileira
- 14 de Maio — Sergio Guizé, cantor, compositor, multi-instrumentista e ator brasileiro
- 16 de Maio — Anelis Assumpção, cantora brasileira.
- 18 de Maio — Svetlana
- 21 de maio      —    Gotye , cantor belga muito famoso com a música Somebody That I Used to Know
- 31 de Maio — Andy Hurley, músico americano.
- 17 de Junho — Kimeru, cantor japonês
- 19 de junho - Léo Magalhães, cantor brasileiro.
- 26 de Junho — Jason Schwartzman, Phantom Planet
- 10 de Julho
  - Cláudia Leitte, cantora brasileira.
  - Jessica Simpson, cantora norte-americana
- 11 de Julho — Jenny Hval, cantora norueguesa
- 20 de Julho
  - Mike Kennerty, The All-American Rejects
  - Dado Dolabella, ator e cantor brasileiro.
- 26 de Julho — Dave Baksh, Sum 41
- 30 de Julho - Dennis DJ, cantor, DJ e produtor músical brasileiro.
- 16 de Agosto — Vanessa Carlton, cantora norte-americana.
- 29 de Agosto — David Desrosiers, baixista da banda canadense Simple Plan
- 10 de Setembro — Mikey Way, My Chemical Romance
- 13 de Setembro — Teppei Teranishi, Thrice
- 5 de Outubro — Paul Thomas, Good Charlotte
- 8 de Outubro — Sherine, cantora egípcia
- 12 de Outubro — Soledad Pastorutti
- 31 de Outubro — Isabella Summers, musicista inglesa (Florence and the Machine)
- 3 de Novembro — Andrew Bellenie
- 17 de Novembro — Clarke Isaac Hanson, Hanson
- 18 de Novembro — Dustin Kensrue, Thrice
- 5 de Dezembro — Trent McAlister, músico (baixista) / compositor.
- 10 de Dezembro — Sarah Chang, violinista
- Chris Gaynor, The All-American Rejects
- 18 de Dezembro — Christina Aguilera, cantora norte-americana.

## Mortes
- 2 de Janeiro — Larry Williams
- 6 de Janeiro — Poley McClintock, jazz musician
- 7 de Janeiro — Carl White, the Rivingtons
- 29 de Janeiro — Jimmy Durante pianista & entertainer
- 30 de Janeiro — Professor Longhair pianista
- 19 de Fevereiro — Bon Scott, vocalista do AC/DC, envenenamento por álcool (n.1946)
- 26 de Março — Jon Paulus (32), the Buckinghams, overdose
- 26 de Março — Ted Shapiro, compositor & pianista
- 28 de Março — Dick Haymes, (63), cantor & actor americano, nascido na Argentina
- 30 de Março — Annunzio Mantovani, maestro & compositor de orquestras britânico, nascido na Itália
- 28 de Abril — Tommy Caldwell, Marshall Tucker Band, acidente de carro
- 18 de Maio — Ian Curtis, vocalista do Joy Division, suicídio por enforcamento
- 16 de Junho — Bob Nolan, cantor & compositor country
- 20 de Junho — Allan Pettersson, compositor sueco
- 21 de Junho — Bert Kaempfert, compositor alemão
- 27 de Junho — Barney Bigard
- 28 de Junho — Jose Iturbi, pianista
- 9 de Julho — Vinícius de Moraes, poeta, compositor e diplomata brasileiro (n. 1913).
- 15 de Julho — Ben Selvin
- 16 de Julho — Sidney Miller, cantor e compositor brasileiro
- 22 de julho — Anatólio Falé, professor, músico e compositor português (n. 1913)
- 23 de Julho — Keith Godchaux, Grateful Dead, acidente automobilístico
- 29 de Julho — Paulo Sérgio de Macedo, compositor e cantor romântico,derrâme cerebral.(n. 1944)
- 17 de Agosto — Harold Adamson, compositor
- 12 de Setembro — Lillian Randolph, actriz e cantora
- 15 de Setembro — Bill Evans (51), pianista de jazz
- 25 de Setembro — John Bonham, baterista dos Led Zeppelin (n. 1948).
- 27 de Outubro — Steve Peregrin Took, tocador de bongo para a Tyrannosaurus Rex, por sufocamento
- 27 de Setembro-John Bonham, baterista da banda Led Zeppelin, morto por cirrose (n. 1949).
- 30 de Novembro — Cartola, sambista brasileiro (n. 1908).
- 7 de Dezembro — Darby Crash, The Germs, suicídio
- 8 de Dezembro — John Lennon, guitarrista, vocalista e compositor dos Beatles, assassinado a tiros. (n. 1940).
- 29 de Dezembro — Tim Hardin, compositor e cantor de música folk (n. 1941).